# النظام الأساسي للإدخال والإخراج

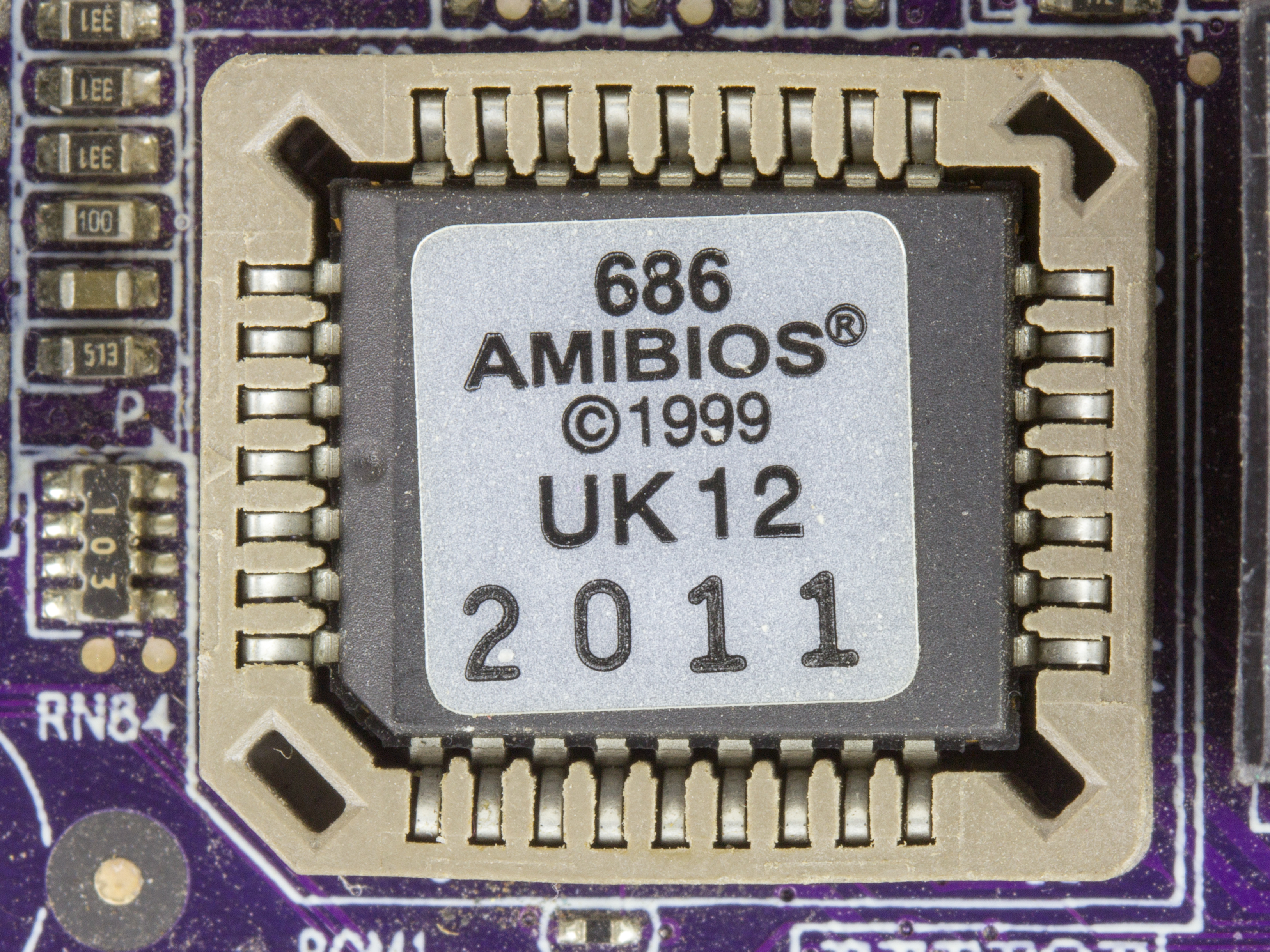
شريحة بايوس من شركة فونيكس

النظام الأساسي للإدخال والإخراج نظام الدخل والخرج القاعدي (بالإنجليزية: basic input output system)‏ اختصاراً BIOS، وتقرأ بايوز أو بايوس، وهو نوع من البرمجيات الثابتة الموجودة على الشرائح الالكترونية داخل الحاسوب، يُستخدَم برنامج النظام الأساسي لعمل تهيئة عتاد حاسوب عند بداية عملية الإقلاع لجهاز الحاسوب المتوافق مع أجهزة أي بي ام، ويُقدِّم الخدمات التمهيدية وقت التشغيل قبل بداية نظام التشغيل والبرامج ، النظام الأساسي هو برمجية ثابتة في الحواسيب الشخصية وهو البرنامج الأول الذي يستدعى عند تشغيل الحاسوب، أصول وجذور هذا البرنامج بدأت مع ظهور نظام التشغيل CP/M سنة 1975 ، المملوكة لشركة أي بي ام، وقد قامت الشركات المنافسة بعمل كشف لأكواده عن طريقة الهندسة العكسية لعمل برامج متوافقة مع حواسيب أي بي ام، لهذا فيعتبر نظام أي بي ام هو معيار لكثير من أجهزة الحاسوب الشخصي.
والهدف الرئيس من النظام الأساسي هو البدء بعملية إقلاع الحاسوب وعمل اختبار لعتاد ومكونات الجهاز والتحضير اللازم لتحميل برنامج محمل الإقلاع (مدير الإقلاع) الذي يساعد على تحميل نظام التشغيل في ذاكرة الحاسوب. النظام الأساسي هو المستوى الأول للتعامل مع عتاد الحاسوب بمعنى انه البرنامج التمهيدي لأي جهاز إدخال وإخراج مثل لوحة المفاتيح والشاشة والفأرة وغيرها من المكونات، وبعد التهيئة التي يقدمها برنامج النظام الأساسي ينتقل التحكم لنظام التشغيل بعد عمل الجهاز المبدئي.
لا يوجد نظام أساسي موحد، فكل شركة تنتج النظام الأساسي بمعرفتها للتعامل مع نموذج معين من اللوحة الأم ومجموعة الشرائح التعريفية الخاصة بها وبالتالي فانك ستجد اختلاف بين شركات إنتاج أجهزة الحاسوب واللوحات الام لنوعية النظام الأساسي.
للنظام الأساسي مكونين: عتاد ممثل بذاكرة لا يُمكن تعديلها (ذاكرة القراءة فقط). أما الآخر فيمكن تعديله حسب حاجة المستخدم.

## نبذة تاريخية
طوَّر المبرمج جاري كيلدال النظام الأساسي سنة 1975م في نظام التشغيل CP/M , وكان يعمل على معالج دقيق انتل 8080 و8085 على جهاز حاسوب دقيق قام بتطويره شركة ديجيتال للابحاث Digital Research, Inc مع مبرمجه جاري كيلدال.

## البائعين والمنتجات

### مقارنة بين أربعة شركات
|                                          | النظام الأساسي لشركة اويرد AwardBIOS | بيوس شركة ايه ام اي AMIBIOS | النظام الأساسي لشركة انسيد Insyde | النظام الأساسي لشركة سي SeaBIOS  |
| الترخيص                                  | امتلاكي                              | امتلاكي                     | امتلاكي                           | رخصة جنو العمومية الاصدار الثالث |
| Maintained / developed                   | لا                                   | نعم                         | نعم                               | نعم                              |
| 32-بت PCI BIOS calls                     | نعم                                  | نعم                         | نعم                               | نعم                              |
| AHCI                                     | نعم                                  | نعم                         | نعم                               | نعم                              |
| APM                                      | نعم                                  | نعم                         | نعم (1.2)                         | نعم (1.2)                        |
| BBS                                      | نعم                                  | نعم                         | نعم                               | نعم                              |
| قائمة اقلاع                              | نعم                                  | نعم                         | نعم                               | نعم                              |
| نظام ضغط                                 | نعم (LHA)                            | نعم (LHA)                   | نعم (RLE)                         | نعم (LZMA)                       |
| استخدام ذاكرة غير متطايرة CMOS           | نعم                                  | نعم                         | نعم                               | نعم                              |
| EDD                                      | نعم                                  | نعم                         | نعم                               | نعم (3.0)                        |
| ESCD                                     | نعم                                  | نعم                         | ؟                                 | لا                               |
| Flash from ROM                           | ؟                                    | نعم                         | ؟                                 | لا                               |
| لغة البرمجة                              | اسمبلي Assembly                      | اسمبلي Assembly             | اسمبلي Assembly                   | لغة السي C                       |
| LBA                                      | نعم (48)                             | نعم (48)                    | نعم                               | نعم (48)                         |
| مواصفات لمتعدد المعالجات                 | نعم                                  | نعم                         | نعم                               | نعم                              |
| خيارات ROM                               | نعم                                  | نعم                         | نعم                               | نعم                              |
| كلمة سر                                  | نعم                                  | نعم                         | نعم                               | لا                               |
| PMM                                      | ؟                                    | نعم                         | ؟                                 | نعم                              |
| شاشة خاصة للتنصيب                        | نعم                                  | نعم                         | نعم                               | لا                               |
| SMBIOS                                   | نعم                                  | نعم                         | نعم                               | نعم (2.4)                        |
| شاشة ترحيب Splash screen                 | نعم (EPA)                            | نعم (PCX)                   | نعم                               | نعم (BMP, JPG)                   |
| قدرة اقلاع من يو اس بي يو إس بي booting  | نعم                                  | نعم                         | نعم                               | نعم                              |
| USB hub                                  | ؟                                    | ؟                           | ؟                                 | نعم                              |
| قابلية لوحة مفاتيح يو اس بي USB keyboard | نعم                                  | نعم                         | نعم                               | نعم                              |
| قابلية فارة ناقل تسلسلي USB mouse        | نعم                                  | نعم                         | نعم                               | نعم                              |

الغالبية العظمى من شركات تصنيع (اللوحة الأم

### منتجي ومطوري البايوس

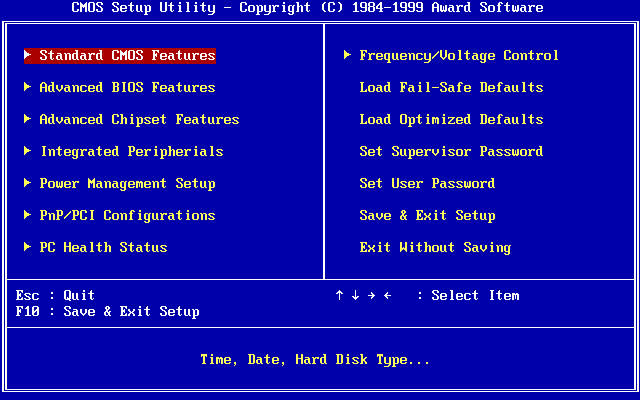
منظر شاشة التحكم الخاصة بالنظام الأساسي

ينحصر سوق البايوس بين عدد من الشركات أشهرها
- شركة أي.ام.أي (AMI)
- شركة فونيكس Phoenix Technologies
- شركة اويرد Award Software International (اندمجت مع Phoenix سنة 1998)
- شركة ميكرو أي دي MicroID Research (MRBIOS)
- شركة ان سايد Insyde Software (Insyde)
- شركة جنرال للبرمجيات General Software
- شركة ديل dell corporation

نشرت شركة أي بي ام قائمة كاملة للنظم الأساسية في مرجع تقني لكل نوع من الأنواع التالية للحواسيب الشخصية الاصلية، وحاسبات اكس تي PC XT (حاسب أي بي ام بقرص صلب داخلي) وحواسيب الجيل الثاني (بمعالج دقيق انتل 80286) PC AT وغيرها من الموديلات الأخرى. هذا النشر العام لقائمة المرجع جعل أي أحد يعرف تمامًا وبوضوح ما يفعل النظام الأساسي وكيف يفعله، وكانت شركة فونيكس التكنولوجية هي أول شركة تكتب النظام الأساسي وتطوره قانونياً بطريقة الهندسة العكسية.
المعايير الجديدة المضافة للنظام الأساسي غالبًا ما تكون بدون وثائق عامة كاملة وقوائم بها، وينتج عن ذلك صعوبة تعلم التفاصيل الدقيقة عن الكثير من الأجهزة التي لا تتوافق مع أجهزة أي بي ام.
معظم موردي اللوحات الأم يُرخصُّون النظام الأساسي. ثم تقوم الشركة المصنعة للوحة الأم بعد ذلك بتخصيص النظام الأساسي لتناسب أجهزتها الخاصة. لهذا السبب، يتم الحصول على النظم الأساسية المحدثة عادةً مباشرةً من الشركة المصنعة للوحة الأم.

## الأمان والحماية

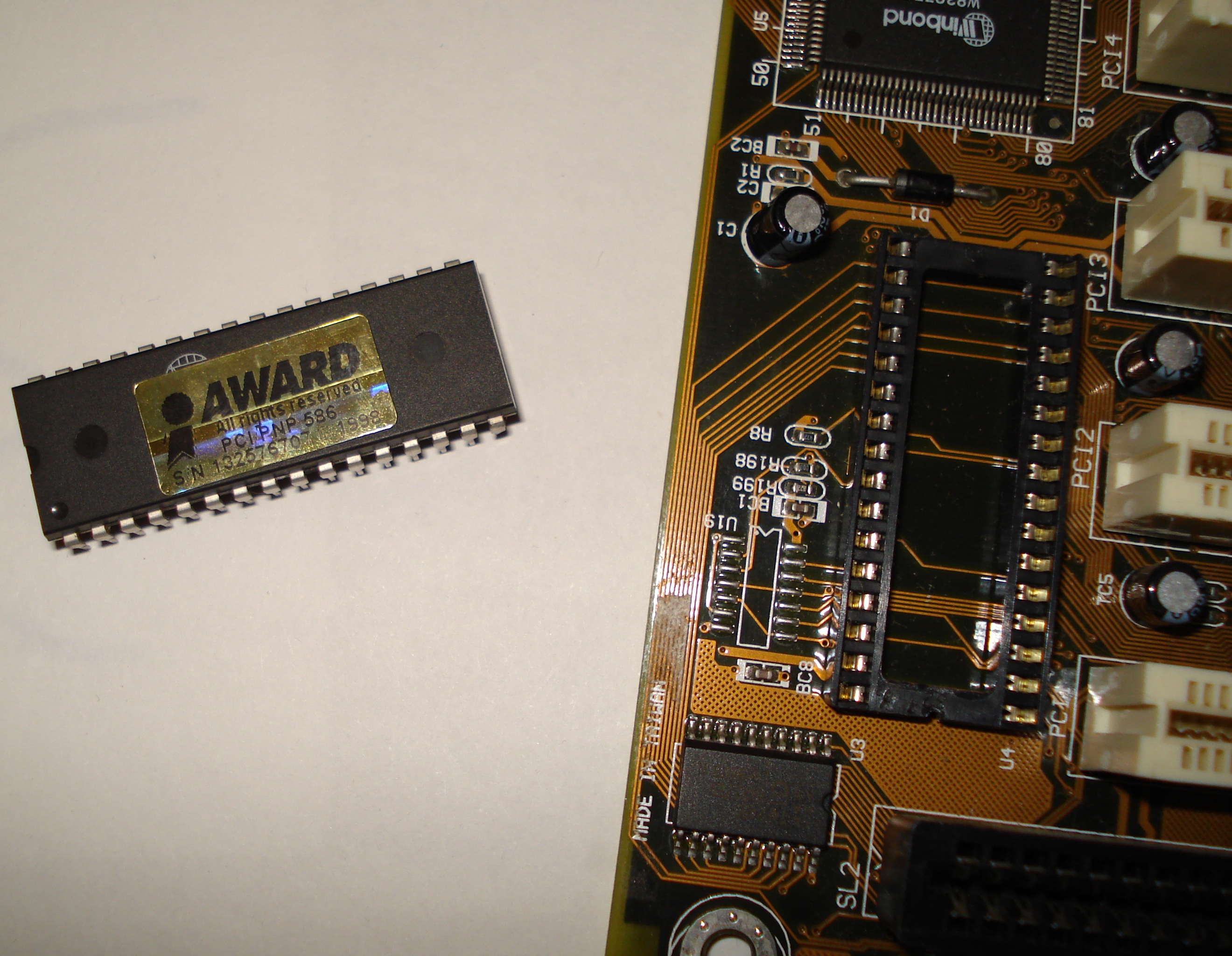
شريحة نظام أساسي منفصلة

رقائق EEPROM المحتوية على برنامج النظام الأساسي لها مميزات منها إمكانية تحديثها بسهولة بواسطة المستخدم، مصنعي الهاردوير دائمًا ما يطالبون بتحديث النظام الأساسي حتى يكون بإمكانهم إضافة أو تطوير منتاجاتهم وتحسين التوافق وإزالة أي خطأ برمجي.